# بيزليوديفكا (كاركيفسكا)
بيزليوديفكا (Безлюдівка) هي مدينة في مقاطعة كاركيفسكا في أوكرانيا.
يبلغ عدد سكانها حوالي 9258 نسمة.